# Axinella vasonuda
Axinella vasonuda är en svampdjursart som beskrevs av Topsent 1904. Axinella vasonuda ingår i släktet Axinella och familjen Axinellidae. Inga underarter finns listade i Catalogue of Life.